# Badortsmysteriet
Badortsmysteriet (orig. Peril at End House) är en detektivroman av Agatha Christie med Hercule Poirot i huvudrollen. Den kom ut på engelska 1932 och i en förkortad, svensk översättning 1933; en fullständig svensk översättning kom först 2002.
Bokens huvudpersoner är Christies privatdetektiv Hercule Poirot, samt Arthur Hastings och kommissarie Japp, och är den sjätte romanen om Poirot. Poirot och Hastings semestrar i Cornwall där de träffar den unga Magdala "Nick" Buckley och hennes vänner. Hon är övertygad om att någon är ute efter att döda henne. De träffar alla hennes vänner i hennes hem som heter End House. Trots att han vill skydda Nick sker ett mord som får Poirot att inleda en seriös utredning.
Romanen mottogs väl när den först publicerades, och handlingen beskrevs som ovanligt genial och djävulskt smart av recensenter. Robert Barnard skrev 1990 att han tyckte att den var listig, men inte en av Christies allra bästa. Den har anpassats till scen, radio, film, tv, grafisk roman och ett dataspel, och översatts till många andra språk.

## Historia
Bokens dedikation lyder:
Till Eden Phillpotts. Jag kommer alltid att vara tacksam för hans vänskap och den uppmuntran han gav mig för många år sedan.
År 1908 återhämtade sig Christie från influensa och var uttråkad, och hon började skriva en berättelse på förslag av sin mor Clara Miller (se dedikationen till En dos stryknin). Detta förslag väckte Christies intresse för att skriva och flera verk fullbordades, av vilka några nu är förlorade eller förblivit opublicerade (ett undantag från detta är The Call of Wings som senare dök upp i The Hound of Death 1933). Dessa tidiga försök var mestadels noveller, men någon gång i slutet av året försökte Christie sig på sin första roman, Snow Upon the Desert. Hon skickade den till flera förlag, men alla refuserade verket. På Claras inrådan bad hon sedan Phillpotts att läsa och kritisera både boken och andra exempel på hennes författarskap. Han var granne och vän till familjen Miller i Torquay. Han skickade tillbaka ett odaterat svar som innehöll beröm om att "en del av ditt arbete är kapital. Du har en fantastisk känsla för dialog". Med tanke på hennes senare framgång med att låta läsarna själva bedöma karaktärernas känslor och motiv (och därigenom lura sig själva om de skyldigas identitet), gav Phillpotts värdefulla förslag om att "lämna dina karaktärer ifred, så att de kan tala för sig själva, istället för att alltid rusa in för att berätta för dem vad de borde säga, eller för att förklara för läsaren vad de menar med vad de säger". I brevet gav han henne ytterligare råd om ett antal förslag till vidare läsning för att förbättra hennes arbete.
Phillpotts introducerade Christie för sina egna litterära agenter, Hughies Massie, som refuserade hennes verk (även om de i början av 1920-talet började representera henne). Oförskräckt försökte Christie sig på en annan berättelse, som nu gått förlorad, kallad Being So Very Wilful, och frågade återigen Phillpotts om hans åsikter. Han svarade den 9 februari 1909 med en hel del fler råd och tips för läsning. I sin självbiografi, som publicerades postumt 1977, skrev Christie: "Jag kan knappt uttrycka den tacksamhet jag känner till honom. Han kunde så lätt ha yttrat några obetänksamma ord av välgrundad kritik och möjligen avskräckt mig för livet. Rätt som det var gav han sig ut för att hjälpa till".

## Handling
Poirot och Hastings bor på en badort i Cornwall. När Poirot pratar med Magdala "Nick" Buckley tror hon att någon är ute efter att döda henne, vilket bekräftas när han hittar en kula som Nick trodde var en geting som skjuter förbi hennes huvud. Poirot förklarar sin oro för Nick. Poirot misstänker att någon i Nicks innersta krets är inblandad. Nicks närmaste levande släkting är en kusin till advokaten Charles Vyse, som arrangerade omlånet på End House för att hon skulle kunna tillhandahålla desperat behövda medel. Hennes hushållerska är Ellen, och stugan nära End House hyrs av australiensarna Mr och Mrs Croft. George Challenger är svag för Nick. Nicks två närmaste vänner är Freddie Rice, en misshandlad hustru, och Jim Lazarus, en konsthandlare som är förälskad i Freddie. När Nick opererades sex månader tidigare föreslog familjen Croft att hon skulle skriva ett testamente.
Det är oklart vem som vill se Nick död. Charles skulle ärva End House och Freddie skulle få resten av egendomen – inget av dem är värt att döda för. På Poirots inrådan ringer Nick hennes kusin Maggie för att bo hos henne i några veckor. När Maggie anländer ordnar Nick en fest med alla närvarande utom George. En berömd pilot vid namn Michael Seton har försvunnit, vilket väcker debatt om hans öde. Nick får ett samtal medan gästerna njuter av festen. Maggie hittas död, iförd Nicks sjal. Nick och Maggie hade gått för att fräscha upp sig, varefter Maggie tog på sig Nicks sjal. George är lättad över att se Nick vid liv. När Poirot inser att Maggie dödats av misstag mitt framför näsan på honom blir han rasande och startar en utredning.
För att skydda Nick berättar Poirot för alla att hon ska till ett sjukhus. Han ber henne att inte äta något från en okänd källa. Nästa dag rapporterar tidningarna att Michael Seton är död och Poirot drar den korrekta slutsatsen att Nick fick den informationen genom samtalet. Nick erkänner för Poirot att hon och Michael var hemligt förlovade. Michael var den enda arvtagaren till en stor förmögenhet, och den rikedomen kommer att gå till hans fästmö. Poirot är misstänksam mot Crofts: han ber inspektör Japp att fråga ut dem. Poirot och Hastings hittar kärleksbreven skrivna av Michael, men hittar inte Nicks ursprungliga testamente. Nick minns att hon skickade det till Charles, som förnekar att han tagit emot det. Mr Croft berättar för Poirot att han skickade testamentet till Charles; En av männen ljuger. Nick får en chokladask spetsad med kokain, som påstås ha skickats av Poirot. Nick är säker eftersom hon bara åt en. Chokladen levererades av Freddie, som hävdar att Nick ringde henne för att ta med dem. Poirot misstänker Freddie, som är kokainmissbrukare.
Poirot hittar på ett knep med Nicks deltagande och berättar för de andra att Nick är död. Charles berättar för Poirot att han fick Nicks testamente, som läses upp i End House, där han ger henne pengar till familjen Croft för att ha hjälpt hennes far i Australien. Detta skrämmer alla utom Crofts. Poirot tillkännager för de chockade gästerna att en seans kommer att genomföras och Nicks "spöke" dyker upp och avslöjar Crofts. De ersatte hennes testamente med ett förfalskat och skickade det till Charles efter att de hört nyheten om hennes död. Japp avslöjar att Crofts är kända förfalskare. Han arresterar duon. Men Poirot meddelar att de inte hade något med mordet att göra. Just då skjuter någon utanför mot Freddie och missar, sedan skjuter han sig själv. Poirot tillfångatar mannen, Freddies sjuke och döende make, som skrev många lappar där han bad henne om pengar.
Poirot avslöjar att den verkliga mördaren är Nick. Michael var förlovad med Maggie, inte Nick: kusinerna har samma namn, Magdala Buckley. Efter att ha fått reda på Michaels rikedom och försvinnande planerade Nick att presentera sig som Michaels fästmö för att tillskansa sig hans rikedom, en komplott som krävde Maggies död. Mordförsöken var hennes eget verk. George brukade leverera kokain till både Freddie och Nick gömt i armbandsur. Nick använde hennes förråd för att förgifta chokladen. Nick arresteras och tar Freddies armbandsur som en "souvenir"; den fulla lådan innehåller tillräckligt för att Nick ska ta en överdos och fly från galgen. Poirot säger åt George att antingen ge upp sig själv eller försvinna, så att Freddie kan återhämta sig från sitt missbruk. Till slut bestämmer sig Jim och Freddie för att gifta sig, och Jim, som är konsthandlare, avslöjar för Poirot att en av Nicks målningar på väggen faktiskt är av stort värde, även om Nick själv inte insåg det.

## Litterär betydelse och mottagande
Times Literary Supplement skrev den 14 april 1932 att "den faktiska lösningen är ganska ovanligt genial och väl i nivå med mrs Christies bästa historier. Allt är helt rättvist, och det går att gissa sig till gåtans lösning ganska tidigt i boken, även om det verkligen inte är lätt. Recensionen menade vidare att: "Det här är verkligen en av de detektivhistorier som är rena pusselbitarna, utan någon utsmyckning eller irrelevant intresse för karaktären. Poirot och hans trogne kapten Hastings är karaktärer som man gärna träffar igen, och de är de mest levande i boken, men även de är inte mycket mer än brickor i detta problem. Men intrigen är nästan matematiskt prydlig, och det är allt man vill ha."
Isaac Anderson började sin recension i The New York Times Book Review den 6 mars 1932 med att skriva "Med Agatha Christie som författare och Hercule Poirot som centralgestalt är man alltid säker på en underhållande historia med ett verkligt mysterium ... Den person som är ansvarig för det smutsiga arbetet på End House är djävulskt smart, men inte tillräckligt smart för att lura den lille belgiske detektiven hela tiden. En bra historia med ett högst överraskande slut."
Robert Barnard: "En listig användning av enkla knep som använts om och om igen i Christies karriär (var till exempel försiktig med namn – diminutiver och tvetydiga kristna namn mellan män och kvinnor är alltid möjligheter som läsarna upptäcker). En del knarrande i maskineriet, och ganska mycket melodrama och osannolikheter, hindrar detta från att vara ett av de allra bästa av de klassiska exemplaren."